# Rulingia
Rulingia  es un género de fanerógama con 39 especies perteneciente a la familia Malvaceae, nativa de Australia y Madagascar. 

## Especies seleccionadas
| - Rulingia althaeifolia - Rulingia cistifolia - Rulingia coacta - Rulingia corylifolia - Rulingia craurophylla | - Rulingia crispa - Rulingia cristifolia - Rulingia cuneata - Rulingia cygnorum - Rulingia dasyphylla |